# イングランド共和国

イングランド共和国
Commonwealth of England (英語)

国の標語: PAX QUÆRITUR BELLO
Peace is sought through war
1653年以前のイングランド共和国の地図
それ以降はスコットランドを含む

イングランド共和国（イングランドきょうわこく、英語: Commonwealth of England）は、清教徒革命（イングランド内戦）の時期に当たる1649年から1660年までの間、イングランド王国（ウェールズを含む）と、後にはアイルランド王国・スコットランド王国を支配した共和制の政治体制である。1649年1月30日のイングランド王チャールズ1世の処刑後、同年5月19日にランプ議会（残部議会）によってはじめてその樹立が宣言された。
1653年から1658年までの間はオリバー・クロムウェル、その死後は息子リチャード・クロムウェルによる2代にわたっての護国卿による独裁が敷かれており、この時代は特に護国卿時代（プロテクトレート）とも呼ばれる。イングランド共和国という呼称は、1649年から1660年までの間の政治体制を大まかに指す呼称である。

## イングランド共和国（1649年 - 1653年）

### ランプ議会（1648年 - 1653年）
ランプ議会は、ニューモデル軍と独立派が結託した1648年12月6日のクーデター（プライドのパージ）によって、長期議会の中の長老派を閉め出して形成された。1649年1月30日のチャールズ1世処刑の前後に、ランプ議会は共和制の法的基盤を固める数条の法律を可決させ、王政・枢密院・上院（無制限の行政・立法権を持っていた）が廃止され、枢密院の代替として作られた国務会議（または国家評議会）が王の行政権のほとんどを引き継いだ。国務会議のメンバーはランプ議会によって選出され、ほとんどは下院議員であった。しかしながら、結局のところランプ議会は軍の協力に依存しており、議会と軍とは不安定な関係が続いていた。

#### 構成
プライドのパージによって、王を裁判にかけることに反対する（ほとんどの長老派を含む）下院議員はすべて排除されたため、必然的にランプ議会は200人を割った（通常の議会の半分以下）。ランプ議会は、国教会を認めない・反乱に同調する独立派、長老派の王の裁判・処刑に賛成する勢力、ニューポート協定（1648年9月15日から交渉が開始された王との停戦協定。失敗に終わった）の交渉を批判しようとした下院議員などの後に参加した勢力などで構成された。
以前の議会では下級ジェントリや法律家の議員が比較的多かったが、ランプ議会のメンバーはほとんどジェントリで、レジサイド（大逆者：チャールズ1世を死刑にした裁判官）はランプ議会のうち4分の1以下であった。このためランプ議会は基本的に保守勢力を維持し、土地領有権や法的システムを変えることは好まなかった。

#### 問題点と功績
コモンウェルス成立後の2年間、ランプ議会は不景気とスコットランド・アイルランドの侵略の脅威に晒されることとなった。ところがクロムウェルはニューモデル軍を率いて8月からアイルランド侵略を行い、現地の王党派を撃破していった。翌1650年5月にチャールズ1世の遺児チャールズ2世が大陸からスコットランドへ上陸するとクロムウェルは婿のヘンリー・アイアトンにアイルランドを任せてイングランドへ帰国、7月にスコットランドへ遠征し第三次イングランド内戦が勃発、9月3日のダンバーの戦い、翌1651年9月3日のウスターの戦いでスコットランド軍を蹴散らしチャールズ2世を大陸へ亡命させた。1653年までにアイルランドも平定され、クロムウェルと軍は不安の大部分を排除した。
議会内では派閥同士で多くの論争が起こった。共和制を支持する者もいれば何からの形で君主制を維持したいと考える者もいた。イングランドの伝統的な支配階級は、ランプ議会をレジサイドと成り上がり者によってでっち上げられた違法政府だと考えていたが、一方で完全な軍事独裁政府への道を歩んでいる可能性にも気づいていた。ジェントリは軍事費のための重税に不満を募らせており、制約付きの改革（後述）は支配階級の反感を呼び、改革派にも不満が残る内容であった。

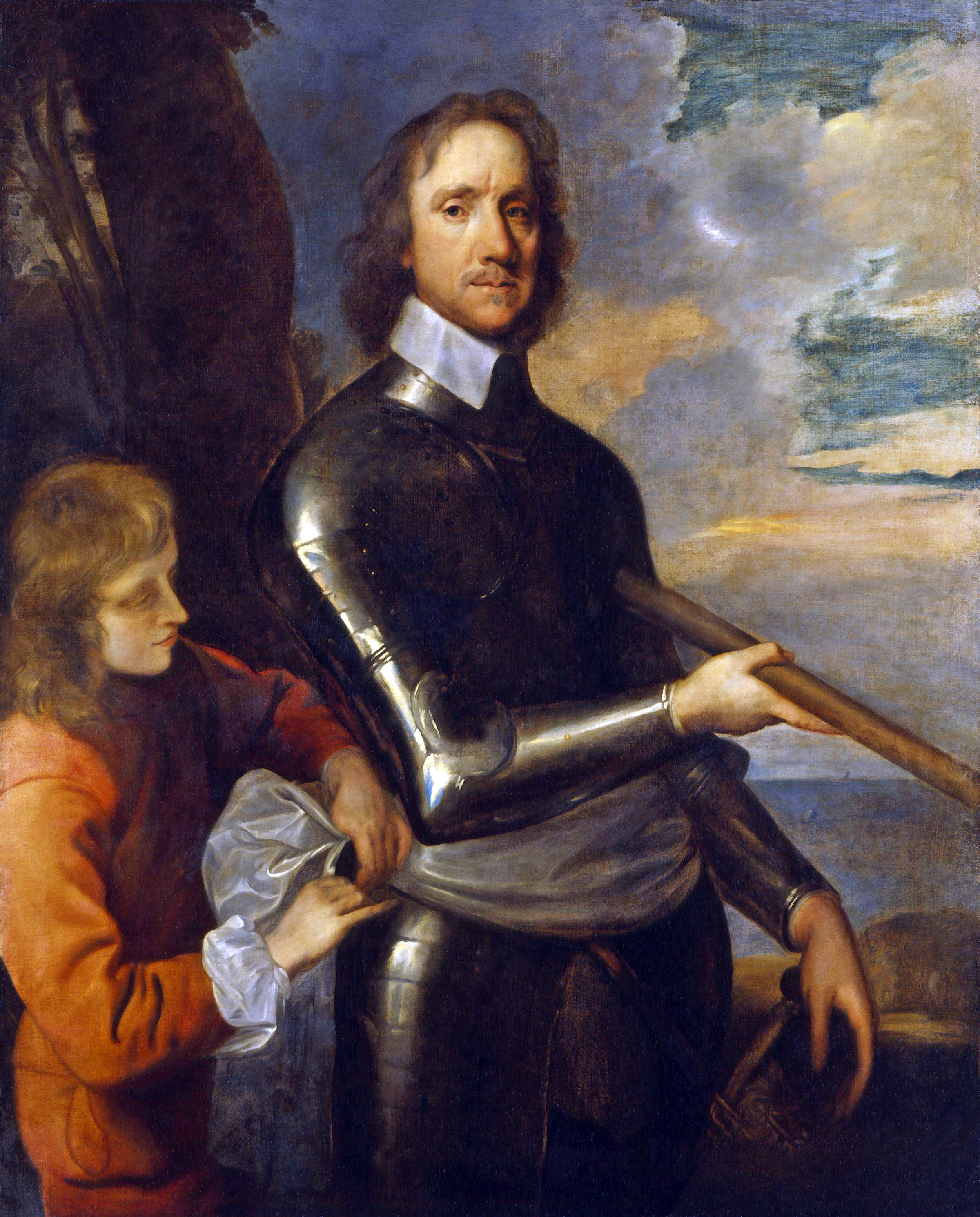
オリバー・クロムウェル

不人気にもかかわらず、ランプ議会は旧体制との橋渡しの役目を果たしてイングランドの情勢を落ち着かせ、史上最大の大変動の後のイングランドを安定させた。1653年には、フランスとスペインがイングランドの新政府を認知するに至った。

#### 改革
国教会が維持されているにもかかわらず、1559年の統一令が1650年に撤廃された。国教会には引き続き十分の一税を支払わなければならなかったものの、多くの独立教会が黙認された。これは軍の強要が主な背景となっている。
法律・訴訟上の手続きに関して、例えば訴訟上の手続きが法学フランス語やラテン語ではなく現在のように英語で行われるようになったり、いくつか小さな改善も見られたが、コモン・ローによって身分や土地所有権を保障されたジェントリの反感を避けるため、コモン・ローの大幅な見直しは行われなかった。
ランプ議会は人々の生活を規制する「道徳」法を多く可決させた。劇場を閉鎖したり日曜の礼拝を強制したりといったこれらの法律はジェントリの大部分を敵に回した。

#### 解散
クロムウェルはトマス・ハリソンの助けを得て、1653年4月20日に不透明性を理由にランプ議会を解散させた。学説上は、ランプ議会が政府として存続することを恐れたとも、ランプ議会が反共和国勢力を呼び戻す選挙の準備をしていたからともいわれる。元ランプ議会のメンバーの多くはイングランド唯一の正当な政治権力を自称し続けていた。イングランド内戦の直前に制定された法によって、議会はみずからの同意がない限り解散できないとされていたことが、ランプ議会の法的根拠になっていた。

### ベアボーンズ議会（1653年7月 - 12月）
ランプ議会の解散は、クロムウェルと軍の一元的支配で速やかに執行された。選挙を行える執政権力を持つ存在は無かったが、クロムウェルは軍事独裁を全面に出すことは好まなかった。従ってクロムウェルは軍をコントロールするため軍の指名者によるベアボーンズ議会（聖者議会、指名議会とも）を7月4日に召集、議会を通じて統治を行った。
ベアボーンズ議会は元ランプ議会のメンバーと対立し、「下層の」者の議会だと非難された。しかし実際は、140人のうち110人を超えるメンバーが下級ジェントリ以上の階級出身者で（バプテストの商人プライズ＝ゴッド・ベアボーンは議会の不名誉なニックネームの由来となったがむしろ例外的な存在である）、ほとんどは教養を身につけていた。
ベアボーンズ議会は、それぞれの議員を指名した士官ごとのさまざまな視点を反映したものとなった。改革派（約40人）にはコモン・ローと宗教勢力の領地の排除を狙う第五王国派の中核などが含まれていた。穏健派（約60人）は現在のシステムの改善を考えており、事案ごとに改革・保守派につくこともあった。保守派（約40人）は以前の体制を維持しようとした（コモン・ローがジェントリの既得権益や、十分の一税や聖職推挙権といった重要な資産を保護していたため）。
クロムウェルはベアボーンズ議会を一時的な立法機関と考えており、改革を実行して共和国の憲法を作成することを望んでいた。しかしながら、メンバーが論点ごとに分裂する、議会経験があるのが25人のみ、多くは法学の教育を受けているが資格を持った法律家がいない、といった問題があった。
クロムウェルが改革の実行を期待していたとみられるベアボーンズ議会は、このように統制や指導するものがないアマチュア集団であった。改革派が、旧体制を維持する法案を否決させるために十分な人員を集めると、保守派は多くの穏健派とともに12月12日にクロムウェルに政治権力を譲渡した。クロムウェルは議会に兵士を送って残った議員を一掃し、ベアボーンズ議会は終わった。
4日後の12月16日、クロムウェルは護国卿に就任して1658年9月3日に死ぬまでの5年間王のような立場になった。『統治章典』制定に始まり第一議会召集と解散、軍政監設置、第二議会召集で軍政監・統治章典廃止および『謙虚な請願と勧告』制定とクロムウェルは安定した体制を求め模索を重ねたが、1658年2月4日に第二議会を解散して7ヶ月後に死去、実現しないまま終わった。後を息子のリチャード・クロムウェルが継いだが、護国卿政存続は難しくなっていた。

## イングランド共和国（1659年 - 1660年）
もしもリチャード・クロムウェルが父の政策を維持できる能力があったならば、護国卿政はその後も続いた可能性がある。だがリチャードの主な弱点は、ニューモデル軍の信任を得られなかったことにある。1659年1月にリチャードが第三議会を召集しながら4月に軍の圧力で解散したことは、リチャードが軍に対抗出来ないことを示していた。
リチャードの就任から7ヶ月後、ニューモデル軍の長老派はリチャードを追放し、5月7日にランプ議会を再招集した。チャールズ・フリートウッドが安全保障委員会（Committee of Safety）と国務会議のメンバー、および軍の7人の理事の1人に選ばれたが、実質的な権力は軍の権威を軽視する、内戦前の流れをくむ議会に握られていた。8月12日、共和国はジョン・ランバート将軍と数人の士官を罷免し、代わりに下院議長の権限の元、フリートウッドを軍の評議会の長官として任命した。その次の日ランバートは議会を閉鎖して議員を締め出した。8月26日、フリートウッドとランバートをメンバーとする安全保障委員会が設立された。ランバートはイングランド・スコットランド両軍における少将に任命され、フリートウッドは将軍となった。安全保障委員会の強い命令によってランバートはスコットランド方面軍司令官であったジョージ・マンクと会い、議会との折り合いをつけるように命令された。
ジョージ・マンク将軍はオリバー・クロムウェルの下で任命されたスコットランド方面軍司令官であり、スコットランドから軍を南下させているところであった。ランバートの軍は彼を見捨てて逃亡をはじめ、ランバートはほぼ単独でロンドンへと戻った。1660年2月21日、マンクはプライドのパージによって「隠遁していた」長老派を復帰させ、新しい議会のための準備を整えさせた。フリートウッドは指揮権を奪われ、議会の開催前に出頭し、みずからの行為に責任を取るよう命じられた。ランバートは3月3日にロンドン塔へと送られたが、1ヶ月後には脱獄した。ランバートは共和国側に立って内戦を再燃させるべく、グッド・オールド・コーズ（Good Old Cause：ニューモデル軍の正当化のための、共和制賛美論）の支持者に対し、エッジヒルの戦いに参加するよう呼びかけた。だがランバートは、恩赦目当てに裏切ったリチャード・インゴルズビー大佐によって再び捕まった。長期議会は3月16日に解散した。
4月4日、チャールズ2世はブレダ宣言を発し、イングランド復位の条件を提示した。マンクは定期議会を組織し、4月25日に初会合を行った。5月8日、仮議会はチャールズ2世を、チャールズ1世の処刑以来初の正式な君主であると認めた。これをうけて、5月25日、チャールズ2世は追放から帰還し、5月23日にロンドン入りした。「陛下の帰還を祝うため」5月29日は俗にオークアップルの日（Oak Apple Day）と呼ばれる祝日になった。こうして王政復古で帰還したチャールズ2世は1661年4月23日、ウェストミンスター寺院で戴冠した。

## 改革派対保守派
議会の大部分は、イングランド内戦の中で社会統制が乱れた際に発生した改革派グループを支援していた。また、ニューモデル軍の成立によって意図せずに新たな政治的権力が生み出されてしまった。当然これらのグループは共和国に対して政治的な期待を抱いていた。

### 平等派
ジョン・リルバーンが率いる平等派（水平派とも）は主にロンドンと軍から支援を受けていた。1649年の声明書『人民協定』では、「より民意を反映した透明な議会を二年周期で開会すること」「誰にでも公平に利用できる法の改革」「宗教の寛容性」を要求した。より民主的な社会を求めたにもかかわらず、女性や最下階級の人々は選挙権の拡張要求に含まれなかった。
平等派はランプ議会に王政からの改善がほとんど見られないと考え、その失望をデモやパンフレット、暴動などで示した。政府への深刻な脅威になるほどの規模ではなかったにもかかわらず、ランプ議会に恐れられ、1649年に平等派対策の対反逆法（Treasons Act）が可決されるに至った。

### 真正水平派
ジェラード・ウィンスタンリーに率いられた真正水平派は、平等派よりもより公平な社会を求め、土地の共同所有、男女の法律・教育上の絶対的平等といった社会主義のさきがけともいえるライフスタイルを提唱した。規模はとても小さく、平等派とさえも対立した。

### 宗教上の教派
宗教の統一性の崩壊と、1646年の長老派の台頭の失敗によって各種の独立教会が入り乱れることとなった。主要なものに、成人の再浸礼を提唱した浸礼派、「選ばれし者」には罪業が存在しないと主張するメソジスト派、「地上の」政府をすべて否定し、「聖人の政府」を創ることで神の王国の誕生に備えるべきだとする第五王国派などがある。
寛容策にもかかわらず、上流階級は過激な教派を社会の規律と土地所有権に対する脅威と見てこれを妨害した。

### 保守派
保守派は中央政府・地方政府両方においていまだ一定の支配権を持っていた。ランプ議会は中央政府の伝統的な支配階級の機嫌を損なって支持を失うことを恐れ、結果として革新派の事案を妨害されることとなった。地方においては、伝統的な地方のジェントリの影響で保守派はいまだに優位を示していた。